# スケープゴート (小説)
『スケープゴート』は、幸田真音の小説。2013年1月22日号から2014年6月22日号まで『婦人公論』に連載され、2014年10月10日に中央公論新社から単行本が刊行された。
2015年にWOWOWでテレビドラマ化された。

## テレビドラマ
2015年4月12日から5月3日までWOWOWの連続ドラマW「日曜オリジナルドラマ」枠で放送された。全4話。主演は黒木瞳。

### キャスト

#### 主要人物
- 三崎皓子 - 黒木瞳（高校時代：島ゆいか）
- 矢木沢峻（東都テレビ取締役・皓子の元恋人） - 石丸幹二
- 山城泰三（内閣総理大臣・明正党総裁） - 古谷一行

#### 三崎家
- 三崎麻由（皓子の娘） - 佐々木希
- 三崎伸明（皓子の夫） - 小林隆
- 三崎慧（皓子の息子） - 磯村勇斗

#### 樋口家（皓子の実家）
- 樋口大悟（皓子の父） - 光石研
- 皓子の母 - 池田道枝（老年）
- 皓子の実姉 - 布施柚乃（少年）、黒田福美（成年）

#### 記者
- 秋本つかさ（東都テレビ記者） - 山口紗弥加

#### 閣僚
- 天海俊郎（経済産業大臣） - 相島一之

#### 明正党
- 田崎敬吾（幹事長代理→官房長官） - 神保悟志
- 小関嗣朗（幹事長→副総理兼財務大臣） - 西岡徳馬
- 佐伯（皓子の後任の金融担当大臣） - 矢柴俊博
- 山城の秘書 - 冨家規政

#### 金融庁
- 審議官 - 三上市朗
- 山下巧（皓子の秘書） - 小市慢太郎

#### その他
- シンディ（麻由の友人） - コトウロレナ
- 皓子の選挙参謀 - 野添義弘
- 大野（プロデューサー） - 菊池均也
- 粟島瑞丸
- 久松信美
- 長部（官房長） - 中野剛

### スタッフ
- 原作 - 幸田真音
- 監督 - 星野和成
- 脚本 - 大石哲也
- プロデューサー - 青木泰憲（WOWO）、堤口敬太（WOWOW）、遠田孝一、椋尾由希子
- 音楽 - 羽岡佳
- 主題歌 - 平原綾香「Prayer」（EMI Records）[2]
- 制作協力 - MMJ
- 製作著作 - WOWOW

| WOWOW 日曜オリジナルドラマ 連続ドラマW | WOWOW 日曜オリジナルドラマ 連続ドラマW | WOWOW 日曜オリジナルドラマ 連続ドラマW |
| 前番組                                 | 番組名                                 | 次番組                                 |
| -------------------------------------- | -------------------------------------- | -------------------------------------- |
| 天使のナイフ （2015.2.22 - 3.22）      | スケープゴート （2015.4.12 - 5.3）     | テミスの求刑 （2015.5.10 - 5.31）      |